# لاشوم
لاشوم یکی از قلل رشته کوه شاهان کوه در دهستان پشتکوه شهرستان فریدون‌شهر و در شمال روستای ترزه با ارتفاع ۳۴۵۰ متر سرچشمه آب ترزه می‌باشد.